# Árbitro (beisebol)

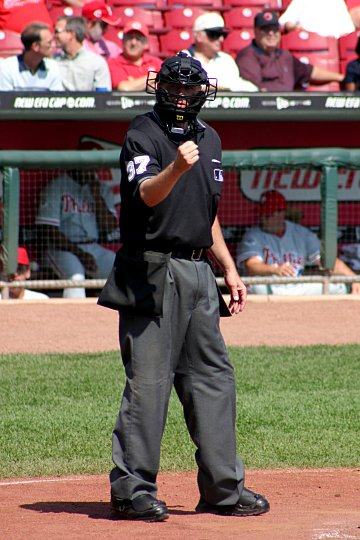
Árbitro principal

No beisebol, o árbitro (umpire) é a pessoa encarregada de oficiar a partida, incluindo iniciar e encerrar o jogo, fazer cumprir as regras, julgar e tomar decisões em jogadas e administrar a disciplina.
Embora jogos tenham sido muitas vezes oficiados por um único árbitro nos anos de formação do esporte, a partir da virada do século 20 em diante a tarefa tem sido dividida entre vários árbitros, que formam a equipe de arbitragem (umpiring crew).